# Gournay-sur-Aronde
Gournay-sur-Aronde è un comune francese di 603 abitanti situato nel dipartimento dell'Oise della regione dell'Alta Francia.

## Società

### Evoluzione demografica
Abitanti censiti